# Umaretekara hajimete mita yume
Umaretekara hajimete mita yume (jap. 生まれてから初めて見た夢) – trzeci album studyjny japońskiego zespołu Nogizaka46, wydany w Japonii 24 maja 2017 roku przez N46Div..
Album został wydany w pięciu edycjach: regularnej (CD), limitowanej CD+DVD+fotoksiążka oraz dwóch limitowanych CD+DVD (Type-A, Type-B). Osiągnął 1 pozycję w rankingu Oricon i pozostał na liście przez 57 tygodni, sprzedał się w nakładzie 421 315 egzemplarzy. Zdobył status platynowej płyty.

## Lista utworów
Wszystkie utwory zostały napisane przez Yasushiego Akimoto.

### Edycja limitowana First Press
| CD  | CD                                                                          | CD                              | CD                               | CD      |
| Nr  | Tytuł utworu                                                                | Kompozycja                      | Aranżacja                        | Długość |
| --- | --------------------------------------------------------------------------- | ------------------------------- | -------------------------------- | ------- |
| 1.  | „Hadashi de Summer” (jap. 裸足でSummer)                                     | Hidetoshi Fukumori              | APAZZI                           | 4:37    |
| 2.  | „Sayonara no imi” (jap. サヨナラの意味)                                     | Katsuhiko Sugiyama              | Makoto Wakatabe                  | 4:59    |
| 3.  | „Influencer” (jap. インフルエンサー)                                        | Shin'ya Sumida                  | APAZZI                           | 4:30    |
| 4.  | „Secret Graffiti” (jap. シークレットグラフィティー)                         | Tsudada Tadashi                 | Tsudada Tadashi                  | 4:11    |
| 5.  | „Buranko” (jap. ブランコ)                                                   | Hiro Hoashi                     | Hiro Hoashi                      | 4:35    |
| 6.  | „Fūsen wa iIkiteiru” (jap. 風船は生きている)                                | Yoshinobu Izumi, Shōta Miyoshi  | Hirotaka Hayakawa, Shōta Miyoshi | 4:33    |
| 7.  | „Skydiving” (jap. スカイダイビング)                                         | Tatsushi Sugai                  | Tatsushi Sugai                   | 4:08    |
| 8.  | „Sanbanme no kaze” (jap. 三番目の風)                                        | Manabu Marutani                 | Manabu Marutani                  | 5:07    |
| 9.  | „Kimi ga aoide kureta” (jap. 君が扇いでくれた)                              | Satoshi Nakayama, Masaru Adachi | Yūichi "Masa" Nonaka             | 4:04    |
| 10. | „Omoide First” (jap. 思い出ファースト)                                      | Kariwo Misamasa                 | Naoki Endō                       | 4:12    |
| 11. | „Settei ondo” (jap. 設定温度)                                               | Ryōsuke Ishii                   | APAZZI                           | 4:26    |
| 12. | „Kodoku na aozora” (jap. 孤独な青空)                                        | aokado                          | aokado                           | 3:41    |
| 13. | „Boku dake no hikari” (jap. 僕だけの光)                                     | Hiro Hoashi                     | Hiro Hoashi                      | 3:52    |
| 14. | „Jinsei o kangaetaku naru” (jap. 人生を考えたくなる) (wyk. Joshikō Quartet) | Shūtarō Katagiri                | Shūtarō Katagiri                 | 4:29    |
| 15. | „Igai BREAK” (jap. 意外BREAK) (wyk. Anegozaka)                              | Shin'ya Sumida                  | Daisuke Kahara                   | 4:14    |

| DVD | DVD | DVD     |
| Nr  | Tytuł utworu | Długość |
| --- | --- | ------- |
| 1.  | „overture Nogizaka46 2016-nen Live tokusen-shū” (jap. overture 乃木坂46 2016年ライブ特選集)                                                                                               |         |
| 2.  | „Harujion ga sakukoro ~Fukagawa Mai sotsugyō Concert Nogizaka46 2016-nen Live tokusen-shū” (jap. ハルジオンが咲く頃 ～深川麻衣卒業コンサート 乃木坂46 2016年ライブ特選集)                 |         |
| 3.  | „Dance Performance ~Manatsu no zenkoku Tour 2016~ Nogizaka46 2016-nen Live tokusen-shū” (jap. ダンスパフォーマンス ～真夏の全国ツアー2016～ 乃木坂46 2016年ライブ特選集)                  |         |
| 4.  | „Sekai de ichiban kodokuna Lover ~Manatsu no zenkoku Tour 2016~ Nogizaka46 2016-nen Live tokusen-shū” (jap. 世界で一番 孤独なLover ～真夏の全国ツアー2016～ 乃木坂46 2016年ライブ特選集)  |         |
| 5.  | „Shitto no kenri ~Manatsu no zenkoku Tour 2016~ Nogizaka46 2016-nen Live tokusen-shū” (jap. 嫉妬の権利 ～真夏の全国ツアー2016～ 乃木坂46 2016年ライブ特選集)                              |         |
| 6.  | „Tachinaori-chū ~Manatsu no zenkoku Tour 2016~ Nogizaka46 2016-nen Live tokusen-shū” (jap. 立ち直り中 ～真夏の全国ツアー2016～ 乃木坂46 2016年ライブ特選集)                               |         |
| 7.  | „Sukima ~Manatsu no zenkoku Tour 2016~ Nogizaka46 2016-nen Live tokusen-shū” (jap. 隙間 ～真夏の全国ツアー2016～ 乃木坂46 2016年ライブ特選集)                                             |         |
| 8.  | „Sakana-tachi no LOVE SONG ~Manatsu no zenkoku Tour 2016~ Nogizaka46 2016-nen Live tokusen-shū” (jap. 魚たちのLOVE SONG ～真夏の全国ツアー2016～ 乃木坂46 2016年ライブ特選集)             |         |
| 9.  | „Hoka no hoshi kara ~Manatsu no zenkoku Tour 2016~ Nogizaka46 2016-nen Live tokusen-shū” (jap. 他の星から ～真夏の全国ツアー2016～ 乃木坂46 2016年ライブ特選集)                           |         |
| 10. | „Kikkake ~Manatsu no zenkoku Tour 2016~ Nogizaka46 2016-nen Live tokusen-shū” (jap. きっかけ ～真夏の全国ツアー2016～ 乃木坂46 2016年ライブ特選集)                                        |         |
| 11. | „Hadashi de Summer ~Manatsu no zenkoku Tour 2016~ Nogizaka46 2016-nen Live tokusen-shū” (jap. 裸足でSummer ～真夏の全国ツアー2016～ 乃木坂46 2016年ライブ特選集)                          |         |
| 12. | „Keisha suru ~Nagashima Seira sotsugyō Concert~ Nogizaka46 2016-nen Live tokusen-shū” (jap. 傾斜する ～永島聖羅卒業コンサート～ 乃木坂46 2016年ライブ特選集)                              |         |
| 13. | „Futōgō ~Under Live 2016 Tōhoku Series~ Nogizaka46 2016-nen Live tokusen-shū” (jap. 不等号 ～アンダーライブ2016 東北シリーズ～ 乃木坂46 2016年ライブ特選集)                               |         |
| 14. | „Secret Graffiti ~Under Live 2016 Chūgoku Series~ Nogizaka46 2016-nen Live tokusen-shū” (jap. シークレットグラフィティー ～アンダーライブ2016 中国シリーズ～ 乃木坂46 2016年ライブ特選集) |         |
| 15. | „Buranko ~Under tandoku kōen Nippon Budōkan~ Nogizaka46 2016-nen Live tokusen-shū” (jap. ブランコ ～アンダー単独公演 日本武道館～ 乃木坂46 2016年ライブ特選集)                            |         |
| 16. | „Sayonara no imi ~Senbatsu tandoku kōen Nippon Budōkan~ Nogizaka46 2016-nen Live tokusen-shū” (jap. サヨナラの意味 ～選抜単独公演 日本武道館～ 乃木坂46 2016年ライブ特選集)               |         |
| 17. | „Inochi wa utsukushī ~3-kisei o mitate-kai Nippon Budōkan~ Nogizaka46 2016-nen Live tokusen-shū” (jap. 命は美しい ～3期生お見立て会 日本武道館～ 乃木坂46 2016年ライブ特選集)             |         |

### Type-A
| CD  | CD                                                                                                | CD                             | CD                               | CD      |
| Nr  | Tytuł utworu                                                                                      | Kompozycja                     | Aranżacja                        | Długość |
| --- | ------------------------------------------------------------------------------------------------- | ------------------------------ | -------------------------------- | ------- |
| 1.  | „Hadashi de Summer” (jap. 裸足でSummer)                                                           | Hidetoshi Fukumori             | APAZZI                           | 4:37    |
| 2.  | „Sayonara no imi” (jap. サヨナラの意味)                                                           | Katsuhiko Sugiyama             | Makoto Wakatabe                  | 4:59    |
| 3.  | „Influencer” (jap. インフルエンサー)                                                              | Shin'ya Sumida                 | APAZZI                           | 4:30    |
| 4.  | „Secret Graffiti” (jap. シークレットグラフィティー)                                               | Tsudada Tadashi                | Tsudada Tadashi                  | 4:11    |
| 5.  | „Buranko” (jap. ブランコ)                                                                         | Hiro Hoashi                    | Hiro Hoashi                      | 4:35    |
| 6.  | „Fūsen wa iIkiteiru” (jap. 風船は生きている)                                                      | Yoshinobu Izumi, Shōta Miyoshi | Hirotaka Hayakawa, Shōta Miyoshi | 4:33    |
| 7.  | „Skydiving” (jap. スカイダイビング)                                                               | Tatsushi Sugai                 | Tatsushi Sugai                   | 4:08    |
| 8.  | „Sanbanme no kaze” (jap. 三番目の風)                                                              | Manabu Marutani                | Manabu Marutani                  | 5:07    |
| 9.  | „Rewind ano hi” (jap. Rewindあの日) (wyk. Reika Sakurai, Nanase Nishino, Yumi Wakatsuki)          | Tetsu Fujiki                   | Hiroshi Sasaki                   | 4:27    |
| 10. | „Gomen ne, Smoothie” (jap. ごめんね、スムージー) (wyk. Marika Itō, Sayuri Inoue, Himeka Nakamoto) | YASUSHI WATANABE               | YASUSHI WATANABE                 | 4:40    |
| 11. | „Minikui watashi” (jap. 醜い私) (wyk. Misa Etō, Yūri Saitō, Mai Shinuchi)                         | Daisuke Toyama                 | APAZZI                           | 4:16    |
| 12. | „Offshore Girl” (jap. オフショアガール) (wyk. Mai Shiraishi)                                      | Akira Sunset, ha-j             | Akira Sunset, ha-j               | 3:23    |
| 13. | „Kimi ni okuru hana ga nai” (jap. 君に贈る花がない) (wyk. Cinq Étoiles)                           | Rizz                           | Ryūhei Yamada                    | 4:34    |
| 14. | „Hakumai-sama” (jap. 白米様) (wyk. Sayuringo Gundan)                                              | Ruby                           | Araken                           | 4:05    |

| DVD | DVD                                                                  | DVD     |
| Nr  | Tytuł utworu                                                         | Długość |
| --- | -------------------------------------------------------------------- | ------- |
| 1.  | „Nogizaka46 Documentary of 2016” (jap. 乃木坂46 Documentary of 2016) |         |
| 2.  | „Naimononedari” (jap. ないものねだり)                                |         |

### Type-B
| CD  | CD                                                                                       | CD                             | CD                                             | CD      |
| Nr  | Tytuł utworu                                                                             | Kompozycja                     | Aranżacja                                      | Długość |
| --- | ---------------------------------------------------------------------------------------- | ------------------------------ | ---------------------------------------------- | ------- |
| 1.  | „Hadashi de Summer” (jap. 裸足でSummer)                                                  | Hidetoshi Fukumori             | APAZZI                                         | 4:37    |
| 2.  | „Sayonara no imi” (jap. サヨナラの意味)                                                  | Katsuhiko Sugiyama             | Makoto Wakatabe                                | 4:59    |
| 3.  | „Influencer” (jap. インフルエンサー)                                                     | Shin'ya Sumida                 | APAZZI                                         | 4:30    |
| 4.  | „Secret Graffiti” (jap. シークレットグラフィティー)                                      | Tsudada Tadashi                | Tsudada Tadashi                                | 4:11    |
| 5.  | „Buranko” (jap. ブランコ)                                                                | Hiro Hoashi                    | Hiro Hoashi                                    | 4:35    |
| 6.  | „Fūsen wa iIkiteiru” (jap. 風船は生きている)                                             | Yoshinobu Izumi, Shōta Miyoshi | Hirotaka Hayakawa, Shōta Miyoshi               | 4:33    |
| 7.  | „Skydiving” (jap. スカイダイビング)                                                      | Tatsushi Sugai                 | Tatsushi Sugai                                 | 4:08    |
| 8.  | „Sanbanme no kaze” (jap. 三番目の風)                                                     | Manabu Marutani                | Manabu Marutani                                | 5:07    |
| 9.  | „Katai kara no you ni dakishimetai” (jap. 硬い殻のように抱きしめたい) (wyk. Asuka Saitō) | Katsuhiko Sugiyama             | Katsuhiko Sugiyama, Shūho Mitani, Manabu Yachi | 4:19    |
| 10. | „Mangetsu ga kieta” (jap. 満月が消えた) (wyk. Erika Ikuta, Rina Ikoma, Minami Hoshino)   | SaSA                           | SaSA                                           | 3:31    |
| 11. | „Watabokori” (jap. ワタボコリ) (wyk. Hinako Kitano, Ranze Terada, Miona Hori)            | Hasami Man                     | Hasami Man                                     | 4:18    |
| 12. | „Naimononedari” (jap. ないものねだり) (wyk. Nanami Hashimoto)                            | Manabu Marutani                | Manabu Marutani, Takashi Fukuda                | 3:52    |
| 13. | „Another Ghost” (wyk. Nasuka)                                                            | Jun'ya Maesako, Yasutaka.Ishio | Yasutaka.Ishio                                 | 3:52    |
| 14. | „Ano kyōshitsu” (jap. あの教室) (wyk. Asuka Saitō, Miona Hori)                           | Michio Kawano                  | Michio Kawano                                  | 3:24    |

| DVD | DVD                                | DVD     |
| Nr  | Tytuł utworu                       | Długość |
| --- | ---------------------------------- | ------- |
| 1.  | „Nonaka no dōga” (jap. 野中の動画) |         |

### Edycja regularna
| CD  | CD | CD                             | CD                               | CD      |
| Nr  | Tytuł utworu | Kompozycja                     | Aranżacja                        | Długość |
| --- | --- | ------------------------------ | -------------------------------- | ------- |
| 1.  | „Hadashi de Summer” (jap. 裸足でSummer) | Hidetoshi Fukumori             | APAZZI                           | 4:37    |
| 2.  | „Sayonara no imi” (jap. サヨナラの意味) | Katsuhiko Sugiyama             | Makoto Wakatabe                  | 4:59    |
| 3.  | „Influencer” (jap. インフルエンサー) | Shin'ya Sumida                 | APAZZI                           | 4:30    |
| 4.  | „Secret Graffiti” (jap. シークレットグラフィティー)                                                                                          | Tsudada Tadashi                | Tsudada Tadashi                  | 4:11    |
| 5.  | „Buranko” (jap. ブランコ) | Hiro Hoashi                    | Hiro Hoashi                      | 4:35    |
| 6.  | „Fūsen wa iIkiteiru” (jap. 風船は生きている)                                                                                                 | Yoshinobu Izumi, Shōta Miyoshi | Hirotaka Hayakawa, Shōta Miyoshi | 4:33    |
| 7.  | „Skydiving” (jap. スカイダイビング) | Tatsushi Sugai                 | Tatsushi Sugai                   | 4:08    |
| 8.  | „Sanbanme no kaze” (jap. 三番目の風) | Manabu Marutani                | Manabu Marutani                  | 5:07    |
| 9.  | „Ryūsei Discotheque” (jap. 流星ディスコティック) (wyk. Mai Shiraishi, Sayuri Matsumura)                                                      | Masayoshi Kawabata             | Masayoshi Kawabata               | 5:09    |
| 10. | „Bōkyaku to bigaku” (jap. 忘却と美学) (wyk. Manatsu Akimoto, Kazumi Takayama)                                                                | Hirotaka Hayakawa              | Hirotaka Hayakawa                | 4:30    |
| 11. | „2-dome no Kiss kara” (jap. 2度目のキスからs) (wyk. Manatsu-san Respect Gundan)                                                              | Akira Sunset, APAZZI           | Akira Sunsetm APAZZI             | 3:59    |
| 12. | „Inochi no shinjitsu Musical «Ringo uri to kamemushi»” (jap. 命の真実 ミュージカル「林檎売りとカメムシ」) (wyk. Erika Ikuta, Kenji Sakamoto) | NA.ZU.NA                       | NA.ZU.NA                         | 5:14    |
| 13. | „Yukuate no nai bokutachi” (jap. 行くあてのない僕たち; Us Without a Destination) (wyk. Marika Itō, Sayuri Inoue)                             | Riko Ōhashi                    | Hiroshi Sasaki                   | 4:55    |
| 14. | „Atarisawari no nai hanashi” (jap. 当たり障りのない話し; A Harmless Conversation) (wyk. Kasumisō)                                            | Jun Koami                      | Yūichi "Masa" Nonaka             | 4:28    |

## Notowania
| Lista                      | Pozycja |
| -------------------------- | ------- |
| Oricon Weekly Album Chart  | 1       |
| Billboard Japan Hot Albums | 1       |
| Oricon Yearly Album Chart  | 7       |